# Линд, Юхан Эрик
Юхан Эрик Линд (фин. Johan Erik Lindh; 11 октября 1793, Руслаген — 21 января 1865[…], Гельсингфорс) — шведский художник-портретист, работавший в Финляндии.

## Биография
Родился в 1793 году в Рослагене. В 1814 году окончил Королевскую академию художеств в Стокгольме. В 1817 году переехал в Великое княжество Финляндское Российской империи. В течение следующих десяти лет работал в Ваасе и Або (совр. Турку), с 1827 года —  в Гельсингфорсе (совр. Хельсинки).
На протяжении нескольких десятилетий Линд являлся наиболее известным и востребованным портретистом Финляндии. Он работал быстро (вероятно, при помощи подмастерьев и учеников) и брал за работу сравнительно немного, делая ставку на количество заказов. Несмотря на это, портреты кисти Линда отличаются профессионализмом и мастерством. Круг заказчиков Линда был весьма широк: он создал портреты многих ключевых представителей элиты Великого княжества Финляндского.
На сегодняшний день известно более двухсот написанных им портретов, однако, первоначально их могло быть ещё больше. Портреты хранятся во многих музеях Финляндии, а также в частных собраниях. Помимо портретов, Линдт занимался созданием запрестольных образов для лютеранских церквей. Известны, по крайней мере, четыре церкви, запрестольные образы для которых были написаны Линдом. В некоторых случаях по желанию заказчиков выполнял также копии с портретов работы других художников, а также копии с различных картин других жанров.
Скончался художник в Гельсингфорсе (совр. Хельсинки) в 1865 году.

## Галерея

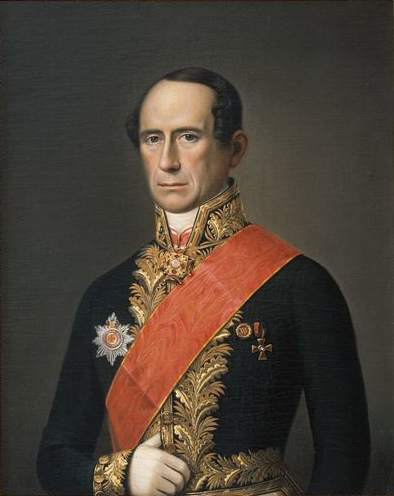
Барон Карл Густав Маннергейм, дед маршала Маннергейма.
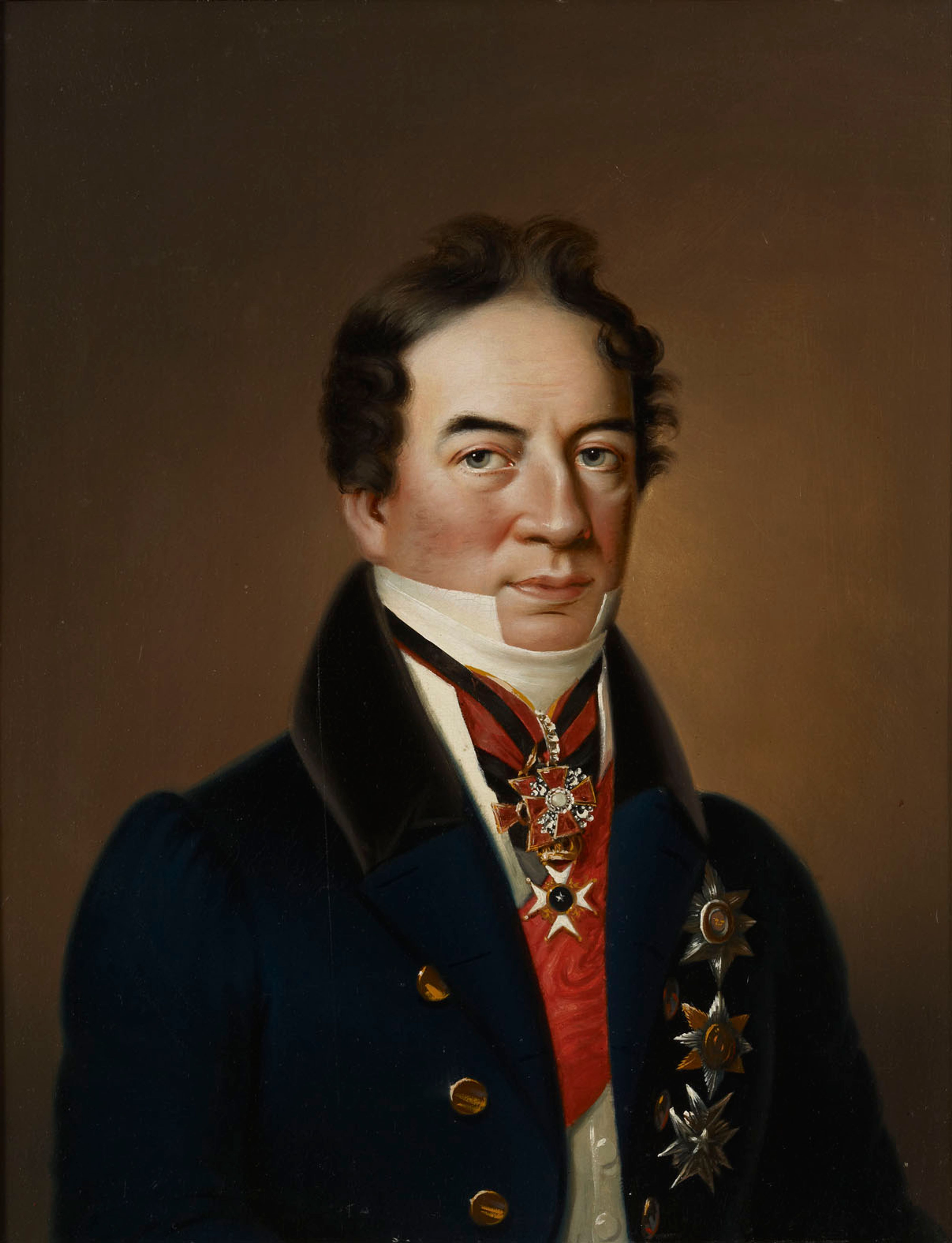
Статс-секретарь по делам Финляндии Роберт Иванович Ребиндер
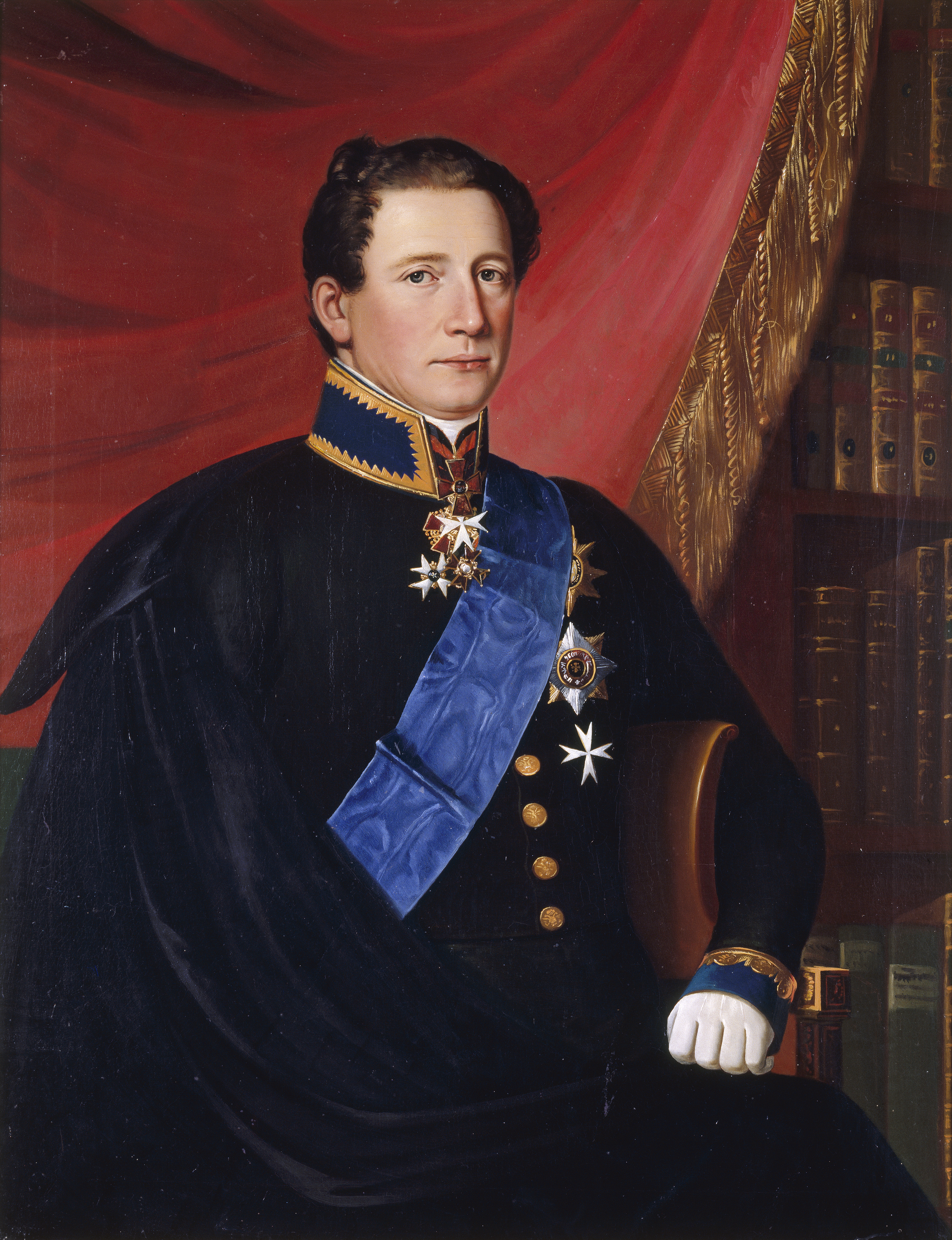
Статс-секретарь по делам Финляндии Александр Густавович Армфельт
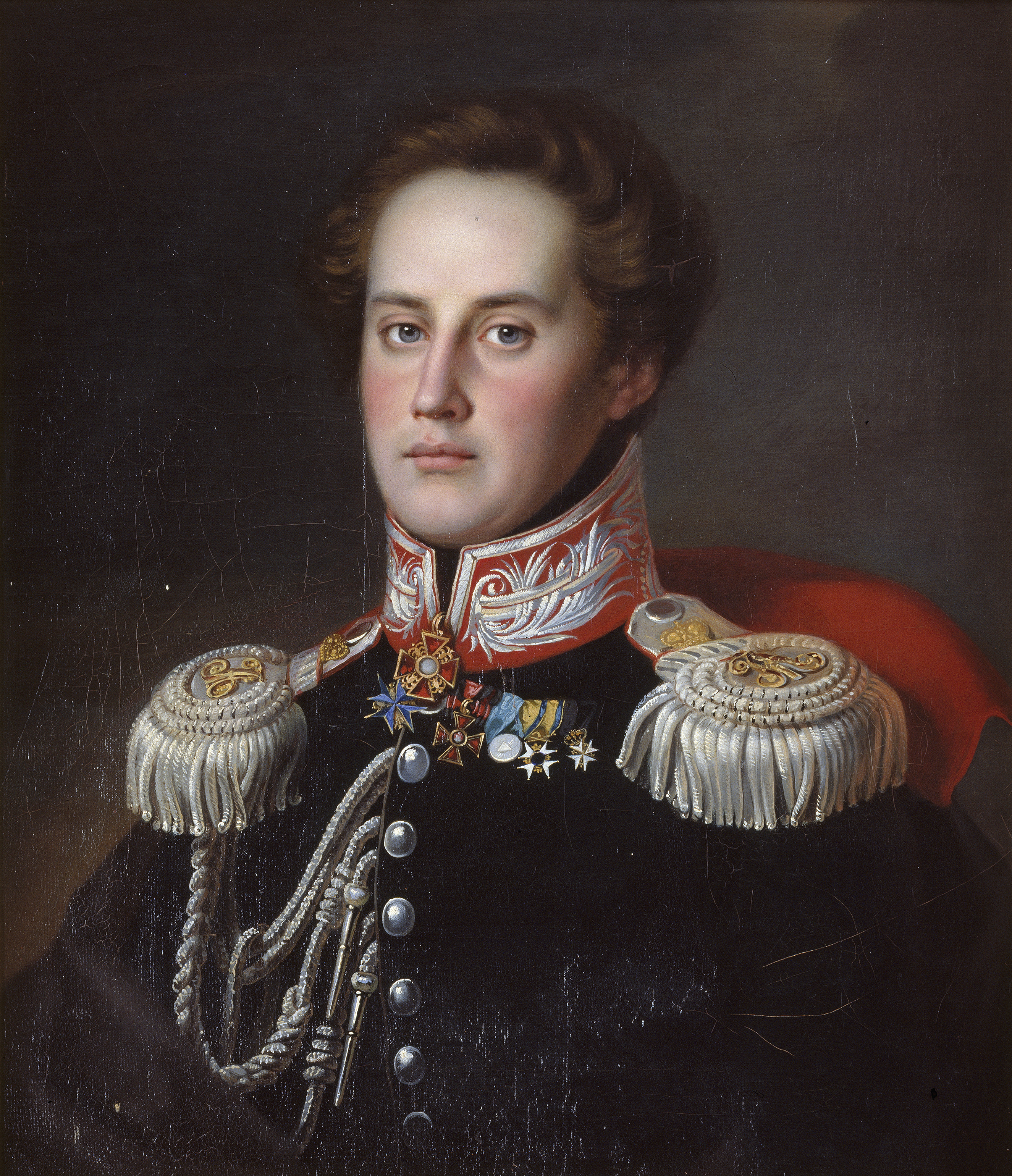
Генерал-лейтенант русской армии Густав Густавович Армфельт
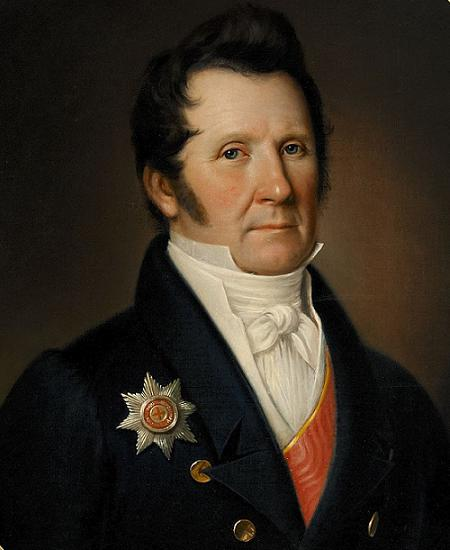
Вице-председатель Сената Финляндии от судебного департамента Аксель Густав Меллин
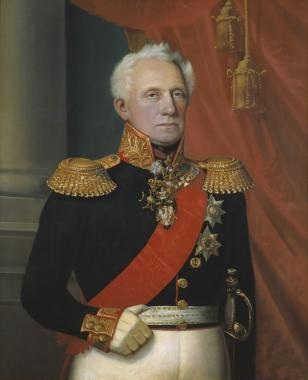
Генерал от инфантерии Александр Петрович Теслев